# Sceiccato di Dathina
Il Dathina (in arabo: دثينة Dathīnah), ufficialmente Sceiccato di Dathina (in arabo: مشيخة دثينة Mashyakhat Dathīnah), o, talvolta, Confederazione di Dathina, fu uno Stato del Protettorato di Aden, della Federazione degli Emirati Arabi del Sud e dell'entità che la seguì, la Federazione dell'Arabia Meridionale, nel gennaio del 1963.

## Storia
Lo Stato venne soppresso il 14 agosto 1967 alla fondazione della Repubblica Democratica Popolare dello Yemen. Nel 1990 entrò a far parte dello Yemen.

## Elenco degli sceicchi
I regnanti, che restavano in carica un anno e presiedevano il Consiglio di Stato, portavano il titolo di Na'ib, Ra'is Majlis al-Dawla.
- al-Husayn ibn Mansur al-Jabiri (1965-6 ? - aprile 1966 ?)
- 'Abd al-Qadir ibn Shaya (1966 - 14 agosto 1967)